# Gliese 687
Gliese 687 (GJ 687 / LHS 450 / HIP 86162) és un estel proper situat a sols 14,77 anys llum del sistema solar. Visualment s'hi localitza a la constel·lació del Dragó a 25 minuts d'arc d'ω Draconis.
Gliese 687 és una nana vermella de magnitud aparent +9,15 no visible a ull nu, la lluminositat de la qual és equivalent al 0,4% de la que té el Sol. Pertany al tipus espectral M3V i té una temperatura superficial de 3237 K. La seva massa amb prou feines suposa el 41% de la massa solar i el seu radi és un poc menor de la meitat del radi solar. Gira sobre si mateixa amb una velocitat de rotació projectada igual o inferior a 2,8 km/s. La seua metal·licitat, expressada com la relació entre el contingut de ferro i el d'hidrogen, és comparable a la solar ([Fe/H] = 0,00). Mostra un moviment propi gran a través del cel, avançant 1,304 segons d'arc cada any. La seva velocitat relativa neta és d'uns 39 km/s.

## Sistema planetari
El 2014 es va descobrir que tenia un planeta, Gliese 687 b, amb una massa mínima de 18.394 masses terrestres (cosa que el fa comparable a Neptú), un període orbital de 38,14 dies, una excentricitat orbital baixa i dins de la zona habitable. Un altre candidat a planeta de la massa de Neptú, Gliese 687 c, va ser descobert el 2020, en una òrbita molt més freda.
| Companya (per ordre des de l'estrella) | Massa    | Semieix major (ua) | Període orbital (dies) | Excentricitat | Inclinació | Radi |
| -------------------------------------- | -------- | ------------------ | ---------------------- | ------------- | ---------- | ---- |
| b                                      | ≥17.2 M⊕ | 0.163              | 38.142                 | 0.04          | —          | —    |
| c                                      | ≥16 M⊕   | 1.165              | 727.403                | 0.40          | —          | —    |

El sistema estel·lar més proper a Gliese 687 és Struve 2398, situat a poc més de 4 anys llum.